# Charles Powell Adams
Pour les articles homonymes, voir Charles Powell, Charles Adams (homonymie), Powell et Adams.
Charles Powell Adams (né le 3 mars 1831 à Rainsburg en Pennsylvanie, et décédé le 2 novembre 1893 à Vermillion au Minnesota) est un brigadier-général de l'Union, médecin et homme politique. Il est enterré à Hastings (Minnesota).

## Avant la guerre
Charles Powell Adams est médecin.
Il est élu à la chambre territoriale de Hastings (6e district) le 14 octobre 1856.

## Guerre de Sécession

### Premier engagement
Il s'engage au début du conflit en tant que capitaine dans le 1st Minnesota Volunteer Infantry. Il est promu commandant le 22 octobre 1861 et lieutenant-colonel 11 mois plus tard. Il participe à la bataille de Gettysburg, pendant laquelle il est blessé par trois balles. Durant cette bataille, il participe à la charge effectuée par le 1st Minnesota Volunteer Infantry qui amène le général Hancock à faire mettre aux arrêts le colonel Colville.

### Second engagement
Au terme de son premier engagement le 4 mai 1864, il se réengage dans l'Independent Battalion of Minnesota Cavalry de Hatch avec le grade de commandant. Il mène des opérations contre les indiens du nord-ouest.
Il est promu brigadier-général le 5 septembre 1864 et quitte le service actif le 22 juin 1866.

## Après la guerre
Il est élu au sénat pendant deux mandatures (21e, du 7 janvier 1879 au 1er janvier 1883 et 22e, du 7 janvier 1879 au 1er janvier 1883).